# هنريك صندستروم
هنريك صندستروم (بالسويدية: Henrik Sundström) مواليد 29 فبراير 1964 في لوند، هو لاعب كرة مضرب سويدي سابق بدأ مسيرته كمحترف سنة 1981 وكان يلعب باليد اليمنى، اعتزل اللعب في 1989. أعلى تصنيف له في الفردي كان المركز الـ 6 في سنة 1984. أعلى تصنيف له في الزوجي كان المركز الـ 99 في سنة 1984.

## روابط خارجية
- هنريك صندستروم على موقع رابطة محترفي التنس (الإنجليزية)
- هنريك صندستروم على موقع الاتحاد الدولي لكرة المضرب (الإنجليزية)
- هنريك صندستروم على موقع كأس ديفيز (الإنجليزية)
- هنريك صندستروم على موقع خلاصة التنس.كوم (الإنجليزية)